# Rouy
Rouy ist eine französische Gemeinde mit 646 Einwohnern (Stand: 1. Januar 2022) im  Département Nièvre in der Region Bourgogne-Franche-Comté. Die Gemeinde gehört zum Arrondissement Nevers und zum Kanton Guérigny (bis 2015: Kanton Saint-Saulge).

## Geographie
Rouy liegt etwa 62 Kilometer südlich von Auxerre und etwa 25 Kilometer ostnordöstlich von Nevers an der Canne. Umgeben wird Rouy von den Nachbargemeinden Saint-Saulge im Norden, Montapas im Norden und Nordosten, Alluy im Osten, Tintury im Süden und Südosten, Frasnay-Reugny im Süden, Billy-Chevannes im Südwesten sowie Saxi-Bourdon im Nordwesten.

## Bevölkerungsentwicklung
| Jahr                       | 1962 | 1968 | 1975 | 1982 | 1990 | 1999 | 2006 | 2013 |
| Einwohner                  | 704  | 644  | 548  | 532  | 552  | 585  | 595  | 616  |
| Quellen: Cassini und INSEE |      |      |      |      |      |      |      |      |

## Sehenswürdigkeiten
- Kirche Saint-Germain-d'Auxerre aus dem 12. Jahrhundert, Monument historique seit 1884
- Priorei Saint-Germain aus dem 11. Jahrhundert
- Schloss Vesvres, seit 1974 Monument historique

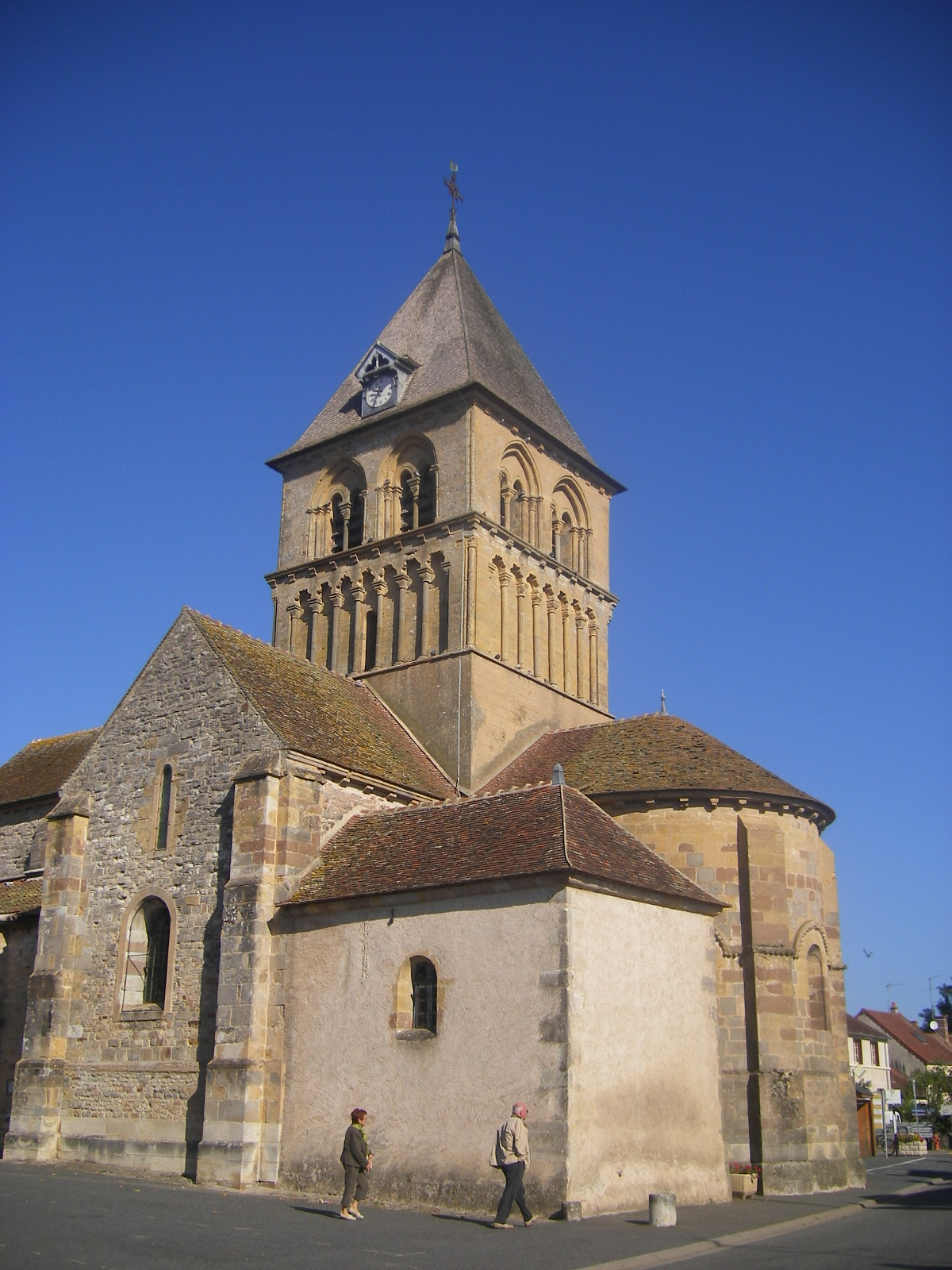
Kirche Saint-Germain